# Helen Ferguson

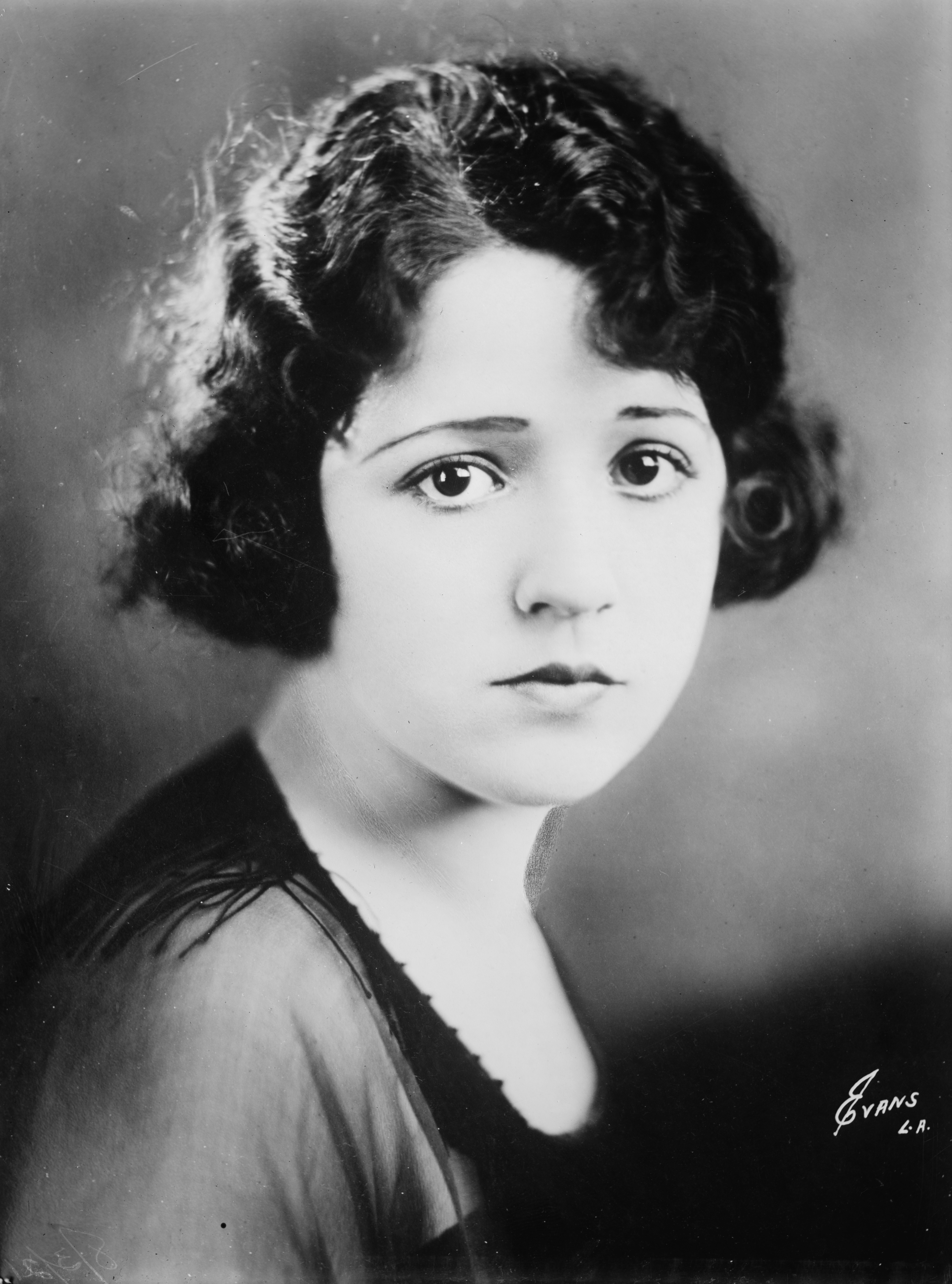
Helen Ferguson

Helen Ferguson (* 23. Juli 1900 in Decatur, Illinois; † 14. März 1977 in Clearwater, Florida) war eine US-amerikanische Schauspielerin der Stummfilm- und frühen Tonfilmzeit. Später avancierte sie zu einer bekannten Publizistin und Presseagentin.

## Leben
Helen Ferguson begann ihre Karriere wahrscheinlich bereits 1913 als Vertragsschauspielerin bei Essany Pictures. Sicher belegt sind Auftritte jedoch erst für das Jahr 1917. Sie wechselte 1920 zur Fox Film Corporation, wo sie rasch zu einer bekannten Darstellerin aufstieg. 1922 gehörte Helen Ferguson zu den ersten Schauspielerinnen, die unter die WAMPAS Baby Stars gewählt wurden.
Ihre weitere Entwicklung geriet jedoch ins Stocken und 1933 zog sie sich komplett aus der Schauspielerei zurück, um eine zweite Karriere als Publizistin und Presseagentin zu starten. Innerhalb weniger Jahre konnte sie bereits so bekannte Namen wie Henry Fonda, Barbara Stanwyck und Robert Taylor zu ihren Klienten zählen. Mit ihrer Mandantin Loretta Young war sie über Jahrzehnte auch privat befreundet. Ferguson war zweimal verheiratet, in erster Ehe mit dem Schauspieler William Russell von 1925 bis dessen Tod 1929 und von 1930 bis zu dessen Tod 1941 mit Richard L. Hargreaves.
Helen Ferguson hat einen Stern auf dem Hollywood Walk of Fame auf der Höhe 6153 Hollywood Boulevard.

## Filmografie (Auswahl)
- 1917: Max Wants a Divorce (Kurzfilm)
- 1917: Filling His Own Shoes
- 1920: The Romance Promoters
- 1921: Straight from the Shoulder
- 1922: The Crusader
- 1923: An der Grenze des Gesetzes (Within the Law)
- 1924: Why Get Married?
- 1925: The Scarlet West
- 1927: Taxi! Taxi!
- 1927: Rin-Tin-Tin und die Goldgräber (Jaws of Steel)
- 1929: In Old California